# Jezioro poljowe
Jezioro poljowe – rodzaj jeziora krasowego powstającego w obrębie polja, wskutek niedostatecznego odwadniania go przez ponor.